# Antiblemma discerpta
Antiblemma discerpta là một loài bướm đêm trong họ Erebidae.